# Су-17
Су-17 (Код НАТО: Fitter) — радянський винищувач-бомбардувальник, розроблений в першій половині 1960-х років. Перший радянський літак з крилом зі змінною стрілоподібністю. Три десятиліття перебував на озброєнні ВПС СРСР і Росії. Широко постачався на експорт під позначенням Су-20 та Су-22. Мав бойове застосування у низці військових конфліктів.
Хоча Су-17 міг нести ядерну зброю, він використовувався для виконання різноманітних завдань — від безпосередньої авіаційної підтримки до ударів по наземних цілях.

## Історія створення
На початку 1960-х років перед ОКБ П. О. Сухого було поставлено завдання глибокої модернізації винищувача-бомбардувальника Су-7, який нещодавно надійшов на озброєння. Модернізація була спрямована на поліпшення бортового радіоелектронного обладнання, а також злітнопосадочних характеристик літака. Було використано технічне рішення, що в той час набувало популярності — крило змінної геометрії. Провідним конструктором по новій машині був М. Зиріна.
Перший прототип майбутнього літака мав позначення Су-7ІГ (внутрішнє позначення в ОКБ — С-22І) і являв собою серійний Су-7БМ з новим крилом і трохи зміненою конструкцією фюзеляжу. Перший політ він здійснив 2 серпня 1966 року (льотчик-випробувач В. Ільюшин). У липні 1967 року літак був вперше продемонстрований громадськості на повітряному параді в Домодєдово. Випробування виявили поліпшення злітнопосадочних характеристик і збільшення дальності і тривалості польоту. У листопаді 1967 року вийшла спільна Постанова ЦК КПРС і Ради Міністрів СРСР про початок серійного виробництва літака в 1969 році. У конструкцію було внесено низку змін. Передсерійний літак отримав позначення С-32.
Серійний випуск Су-17 почався на авіаційному заводі імені Ю. О. Гагаріна в Комсомольську-на-Амурі в 1969 році. Першою стройовою частиною, озброєною новими літаками, став п'ятсот двадцять третій авіаційний полк винищувачів-бомбардувальників Далекосхідного військового округу в жовтні 1970 р. Виробництво Су-17 продовжувалося до 1990 року, всього вироблено 2867 літаків усіх модифікацій. Останньою стройовою частиною в ВПС Росії, яка використовувала Су-17М4 до січня 1998 року, була сорок третя ОМШАЕ Чорноморського Флоту, дислокована на аеродромі Гвардійське в Криму.

## Бойове застосування

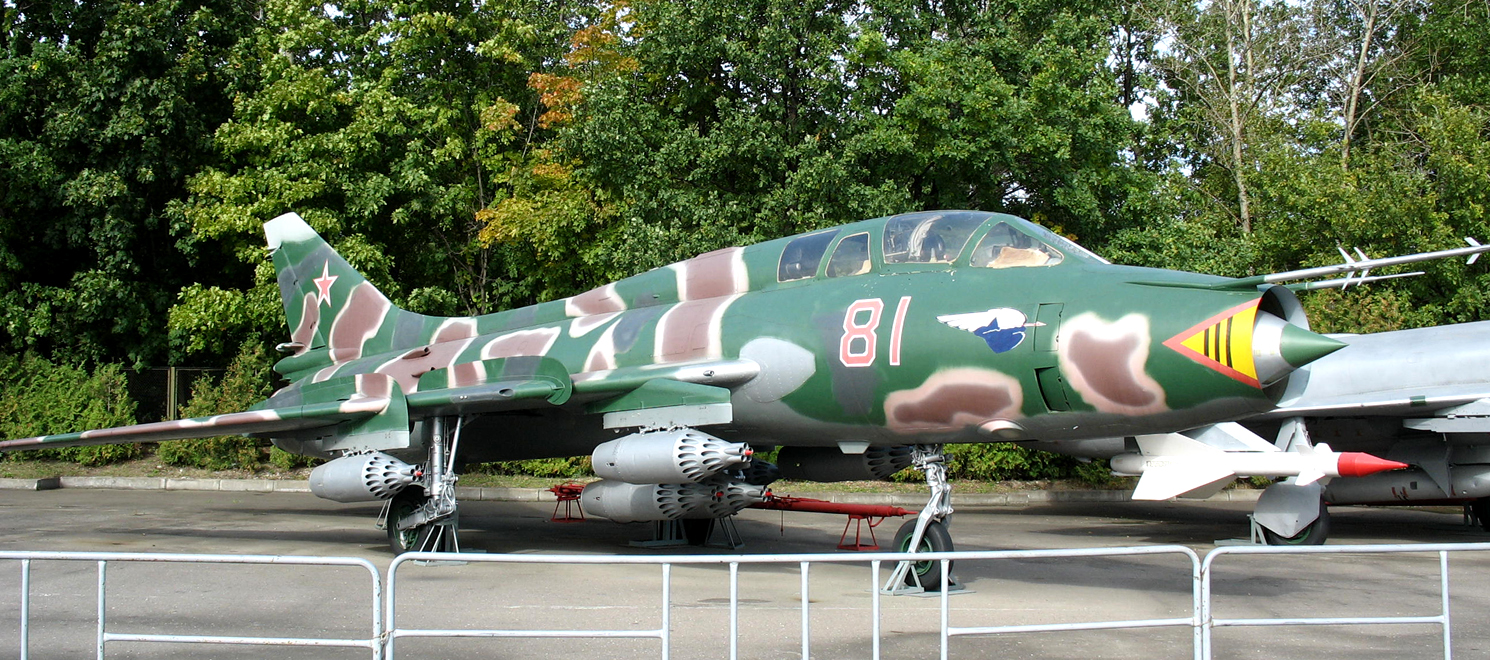
Су-17УМ3

Хоча Су-17 мав можливість ведення повітряного бою проти західних літаків третього покоління, він, як і його попередник Су-7, ніколи не використовувався як винищувач.

### Війна Судного дня
«Бойове хрещення» Су-17 відбулося в 1973 році. У складі ПС Сирії до моменту початку Жовтневої арабо-ізраїльської війни було 15 новітніх Су-20, що застосовувалися нарівні з Су-7. 15 Су-20 здійснили 98 вильотів проти ізраїльських військових та промислових об'єктів, у тому числі завдавали ударів по НПЗ у Хайфі. Сирійські літаки зазнали в цій війні важких втрат — було збито 8 Су-20, тобто половина наявного парку.
У Єгипту також були Су-20, але їх застосування обмежилося лише одним груповим вильотом, в ході якого 10 літаків, що брали участь, були перехоплені ізраїльськими винищувачами Nesher, що збили 4 Су-20.

### Ліванська війна
Другий раз сирійські Су-17 (тепер в модифікації Су-22М) застосовувалися в бойових діях в червні 1982 року під час вторгнення Ізраїлю в Ліван. Обставини їх застосування досить суперечливі; відомо, що вони виконали всього один груповий бойовий виліт (10 літаків), причому втрати виявилися катастрофічними (7 літаків). Згідно з інформацією В. Марковського, цей виліт був здійснений 11 червня з метою знищення Ізраїльського командного пункту; незважаючи на втрати, авіаудар був успішним, у зв'язку з ним загинув ізраїльський генерал Ієгуда Адам. Ця інформація, однак, суперечить офіційним даними про загибель командувача Західним напрямком генерала Іекутіеля (не Ієгуди) Адама, згідно з якими він загинув 9 червня у зіткненні з палестинськими бойовиками біля Дамура.

### Радянська інтервенція до Афганістану

#### Початок застосування
«Обмежений контингент радянських військ», введений в Афганістан 25 грудня 1979 року (знаменита пізніше Сорокова армія), практично відразу був посилений вертолітними частинами і винищувачами-бомбардувальниками 49-ї повітряної армії (ВА) ТуркВО. Першим до Демократичної Республіки Афганістан (ДРА) перебазувався авіаполк винищувачів-бомбардувальників з Кзил-Арвата, озброєний Су-17 і Су-17М. Місцем базування був обраний аеродром Шінданд.
При перебазування ніяких технічних проблем не виникло — спочатку група Ан-12 доставила технічні екіпажі і необхідні засоби наземного обслуговування, слідом були перекинуті Су-17.
За орієнтуванням Генштабу, «за характером місцевості Афганістан-один із найнесприятливіших для дій авіації районів». Втім, дій авіації не сприяв і клімат. Взимку тридцятиградусні морози раптово змінювалися затяжними дощами і сльотою, часто задував «афганець» і налітали пилові бурі, що знижували видимість до 200—300 м і робили польоти неможливими. Ще гірше доводилося влітку, коли температура повітря піднімалася до +52 °C, а обшивка літаків під палючим сонцем нагрівалась до +80 °C.
Аеродромів, придатних для базування сучасних бойових літаків, було всього п'ять — Кабул, Баграм, Шінданд, Джелалабад і Кандагар. Вони знаходились на висоті 1500—2500 м над рівнем моря.
У березні-квітні 1980 р. почалися бойові дії армії ДРА і радянських військ проти повстанців. Специфіка місцевих умов одразу ж зажадала широкого застосування авіації, яка могла б забезпечити проведення запланованих операцій, підтримуючи дії наземних військ і завдаючи ударів по важкодоступних місцях.
Спочатку опір чинили розрізнені, нечисленні і слабо озброєні угруповання, які не являли практичної небезпеки для бойових літаків. Тому тактика була досить простою — по виявлених збройним групам завдавали ударів бомбами і некерованими авіаційними ракетами (НАР) з малих висот (для більшої точності), а основна проблема полягала в складності орієнтування на одноманітній гірсько-пустельній місцевості. Іншою проблемою стало саме пілотування в горах, висота яких в Афганістані сягає 3500 м. Велика кількість природних укриттів — скель, печер і рослинності — змушувало при пошуку цілей знижуватися до 600—800 метрів. Крім того, гори утруднювали радіозв'язок і ускладнювали керівництво польотами.
Спека і високогір'я «з'їдали» тягу двигунів, викликали перегрів і відмови устаткування (особливо часто виходили з ладу приціли АСП-17), пил забивав фільтри і псував мастило літакових вузлів. Погіршувалися злітнопосадкові характеристики, зростала витрата палива, знижувалися стеля і бойове навантаження. Розбіг Су-17 за нормальної злітної ваги зростав у півтора рази. При посадках перегрівалися і виходили з ладу гальма коліс, «горіла» гума пневматиків.
Робота автоматичного прицілу при бомбометанні і пуску ракет у горах була ненадійною, тому часто доводилося застосовувати зброю в ручному режимі. Ризик зіткнення з горою при атаці або вихід з неї вимагав виконання особливих маневрів, наприклад, гірки із заходом на ціль і скиданням бомб з висоти 1600—1800 м. НАР С-5 застосовували з відстані близько 1500 м, що призводило до значного розсіювання і в поєднанні зі слабкою бойовою частиною робило їх малоефективним засобом. Тому надалі С-5 застосовували тільки проти слабозахищених цілей на відкритій місцевості. У боротьбі з укріпленнями та вогневими точками добре себе проявили важкі НАР С-24, що мали підвищену точність і потужнішу бойову частину вагою 25,5 кг. Підвісні гарматні контейнери КПК-23-250 виявилися практично неприйнятні для Су-17 — для них не було відповідних цілей, та й двох вбудованих 30-мм гармат HP-30 було достатньо. Так само не стали в пригоді і СППУ-22 з рухомими гарматами — місцевість мало підходила для їх застосування, а складність пристрою зумовила надмірні витрати часу на обслуговування. Вимога оперативності бойових вильотів, проблеми з постачанням і складні місцеві умови швидко визначили основні напрямки при підготовці авіатехніки: швидкість і максимальну спрощеність спорядження, що вимагає якомога менших витрат часу і сил.

#### Розгортання бойових дій
Бойові дії швидко набули широкомасштабний характер. Спроби уряду «навести лад» призводили лише до посилення опору. Згодом за рішенням Головного штабу ВПС через ДРА повинні були пройти й інші полки винищувальної, винищувально-бомбардувальної і фронтової бомбардувальної авіації для набуття бойового досвіду, вироблення навичок самостійних дій і, не в останню чергу, виявлення в бойовій обстановці здібностей особового складу.
Для проведення операцій у віддалених районах Су-17 з Шінданда перекидали на авіабази Баграм під Кабулом і Кандагар на півдні країни.
Розширення масштабів бойових дій зажадало підвищення ефективності вильотів і вдосконалення тактики. У першу чергу це було пов'язано з тим, що змінився сам супротивник. Вже з 1980–1981 років почали діяти великі загони опозиції, добре озброєні та оснащені на базах в Ірані і Пакистані, куди з багатьох країн арабського світу і Заходу надходило сучасне озброєння, засоби зв'язку і транспорт. Найбільшу загрозу для них представляла авіація, і незабаром моджахеди отримали засоби протиповітряної оборони, в першу чергу-великокаліберні кулемети ДШК і 14,5-мм зенітні гірські установки (6У3). По літакам та вертольотам на малих висотах вогонь вівся також із стрілецької зброї — автоматів і кулеметів. У результаті 85 % всіх пошкоджень авіаційної техніки доводилося у той час на кулі калібру 5,45 мм, 7,62 мм і 12,7 мм.
Через проблеми пошуку малопомітних цілей на складному ландшафті пілотами сучасних реактивних літаків одна з перших масштабних операцій, проведена в долині річки Панджшер в квітні 1980 р. (відома як перша панджшерська), планувалася без залучення літаків. Три радянських і двоє афганських батальйонів, що брали участь в ній, підтримувалися лише артилерією та гелікоптерами.
Підвищити ефективність дій авіації та полегшити роботу льотчиків повинна була попередня розвідка об'єктів майбутніх нальотів. Її спочатку виконували МіГ-21Р і Як-28Р, пізніше — Су-17МЗР, оснащені підвісними розвідувальними контейнерами ККР-1/Т і ККР-1/2 з набором аерофотоапаратів для планової, перспективної та панорамної зйомок, інфрачервоними (ІЧ) і радіотехнічними (РТ) засобами виявлення.
Розвідка в гірській місцевості відбувалась комплексно, з використанням ІЧ-обладнання та радіотехнічної системи СРС-13, яка засікає роботу радіостанцій противника. Удосконалена ІЧ-апаратура «Зима» дозволяла вночі виявляти за залишковому тепловому випромінюванню навіть сліди проїздів автомобіля або згаслі багаття. Навколо Кабула, Баграма і Кандагара ночами працювали 4—6 розвідників Су-17МЗР і Су-17М4Р.
До 1981 року бойові операції в Афганістані набули масштабів, що зажадали застосування великих груп літаків. Через труднощі базування на території ДРА зосередження залученої до завдавання ударів авіатехніки відбувалося на аеродромах ТуркВО. Істотну частку там становили Су-17, які вигідно відрізнялися від інших літаків значним бойовим навантаженням і більшою ефективністю при діях по наземним цілям.
Робота з баз ТуркВО вимагала установки на Су-17 підвісних паливних баків (ППБ), що знижувало бойове навантаження. Довелося переглянути використовувані варіанти озброєння на користь найефективніших. Су-17 стали озброювати фугасними і осколково-фугасними авіабомбами (ФАБ і ОФАБ) в основному калібром 250 і 500 кг (застосовані раніше бомби калібром 100 кг виявились недостатньо потужними для ударів у горах).
Широко застосовувалися на Су-17 бомбові зв'язки і разові бомбові касети РБК, які «засівали» осколковими або кульковими бомбами одразу кілька гектарів. Вони були особливо ефективні в умовах, де кожен камінь і ущелина ставали укриттям для противника. Недостатньо потужні 57-мм НАР С-5 заміняли новими 80-мм НАР С-8 в блоках Б-8М. Вага їх бойової частини була збільшена до 3,5 кг, а дальність пуску дозволяла вражати ціль, не входячи в зону зенітного вогню. Зазвичай бойове навантаження Су-17 визначалася з розрахунку надійного виконання завдання і можливості безпечної посадки при несправності (по посадковій вазі літака) і не перевищувала 1500 кг.
Важливим завданням також були превентивні акції, спрямовані на знищення караванів з боєприпасами та зброєю, руйнування гірських стежок і перевалів, за якими моджахеди могли підібратися до захищених об'єктів. Потужні ФАБ-500 і скинуті залпом ФАБ-250 викликали обвали в горах, чим робили їх непрохідними, застосовували їх і для знищення скельних укриттів, складів і захищених вогневих точок. Типовими варіантами озброєння при вильоті на «полювання» за караванами були два ракетних блоки (УБ-32 або Б-8М) і дві бомбові касети (РБК-250 або РБК-500) або чотири НАР С-24, причому в обох варіантах підвішували два ПТБ-800.
Виявити загони повстанців з повітря було нелегко навіть за наведенням через відсутність характерних орієнтирів на одноманітній місцевості. До того ж літаки і гелікоптери все частіше натикалися на зенітний вогонь. У середньому в 1980 році вимушена посадка припадала на 830 годин нальоту або приблизно на 800—1000 вильотів (а місць, придатних для посадки підбитого літака, було вкрай мало).
Для підвищення бойової живучості конструкцію і системи Су-17 постійно доопрацьовували. Аналіз ушкоджень показав, що найчастіше виходять з ладу двигун, його агрегати, паливна і гідросистеми, керування літаком. Проведений комплекс доробок включав установку накладних підфюзеляжних бронеплит, які захищали коробку приводів, генератор і паливний насос; заповнення паливних баків піно-поліуретаном і наддування їх азотом, що запобігало займанню та вибуху парів палива при попаданні в них уламків і куль; зміни в конструкції прицілу АСП-17, які захистили його від перегріву. Двигуни АЛ-21Ф-3 надійно працювали навіть за умов сильних вітрів, коли в повітря здіймався пісок та дрібне каміння, витримували забруднене пальне.
Для зниження втрат були вироблені нові рекомендації з тактики бойового застосування літаків. Захід на ціль слід було виконувати з великої висоти і швидкості, з пікіруванням під кутом 30-45°, що ускладнювало противнику прицілювання і знижувало ефективність зенітного вогню. На швидкості понад 900 км/год і висотах понад 1000 м бойові ушкодження Су-17 взагалі виключалися.
До 1981 р. насиченість районів бойових дій засобами ППО сягнуло таких масштабів, що при плануванні операцій доводилося брати до уваги необхідність їх подолання. Навколо укріплених районів і баз моджахедів налічувалося до декількох десятків зенітних вогневих точок. Зниження ризику досягалося умілим використанням рельєфу місцевості, що забезпечували скритність підходу і раптовість виходу на ціль, а також вибором шляхів відходу після атаки.
Зазвичай, першою у визначеному районі з'являлася пара Су-17, завданням якої була дорозвідка і цілевказання освітлювальними або димовими бомбами, що спрощувало ударній групі вихід на ціль. Пошук противника виконувався на висоті 800—1000 м і швидкості 850—900 км/год, та забирав близько 3—5 хвилин.
На позначену САБ ціль через одну-дві хвилини виходила група придушення засобів ППО з 2-6 Су-17. З висоти 2000—2500 м вони виявляли позиції ДШК і ЗГУ-1 і з пікірування завдавали удару НАР С-5, НАР С-8 і касетами РБК-250 або РБК-500. Знищення зенітних точок виконувалося як поодиноким літаком, так і парою — ведений «добивав» вогнища ППО. Не даючи противнику схаменутися, через 1—2 хвилини над ціллю з'являлася основна ударна група, що виконувала атаку з ходу. На укріплення та скельні споруди скидалися бомби ФАБ (ОФАБ)−250 і −500, ракети С-8 і С-24.
Для повторної атаки літаки виконували маневр з розходженням, піднімаючись до 2000—2500 м, і знову здійснювали удар з різних напрямків. Після відходу ударної групи над ціллю знову з'являлися розвідники, які виконували об'єктивний контроль результатів удару. При виконанні особливо потужних авіаційних нальотів фотоконтроль виконував спеціально викликаний Ан-30. Його фотообладнання дозволяло робити багатоспектральну зйомку місцевості і точно визначити ступінь руйнувань. Надійний радіозв'язок забезпечував літак-ретранслятор Ан-26РТ.
Якщо удар виконувався для підтримки наземних частин, була потрібна підвищена точність, оскільки цілі знаходилися поблизу своїх військ. Для організації взаємодії з авіацією наземним частинам додавалися авіанавідники з ВПС, які налагоджували зв'язок з льотчиками і вказували їм положення переднього краю пуском сигнальних ракет або димовими шашками. Для забезпечення скритності маневру військ або прикриття їх відходу Су-17 залучалися і як постановники димових завіс.
Ще одним завданням Су-17 стало мінування з повітря небезпечних районів і гірських стежок. Разом з руйнуванням перевалів бомбовими ударами їх мінування ускладнювало моджахедам пересування, позбавляючи переваги в рухливості і несподіванки нападу. Для цього використовували контейнери малогабаритних вантажів КМГУ, кожен з яких міг нести до 24 мін. Розкидання мін Су-17 виконували на швидкості близько 900 км/год.
На основі накопиченого досвіду були сформовані змішані групи, що складалися з винищувачів-бомбардувальників, штурмовиків і вертольотів, які доповнювали один одного при пошуку і знищенні супротивника. З їх застосуванням у грудні 1981 р. була проведена ретельно підготовлена операція зі знищення ісламських комітетів «влади на місцях» в провінції Форіаб, які організовували збройний опір Кабулу. Крім сухопутних військ, до операції залучався повітряний десант (1200 осіб) і 52 літаки ВПС: 24 Су-17МЗ, 8 Су-25, 12 МіГ-21 і 8 Ан-12. Від армійської авіації в операції брали участь 12 Мі-24Д, 40 Мі-8Т та 8 Мі-6, а також 12 афганських Мі-8Т. Вся операція готувалася в строгому секреті — вже був досвід завдавання ударів по порожніх місцях у випадках, коли в розробці планів брали участь афганські штабісти. На цей випадок для них була розроблена легенда, і лише за 2—3 години афганським військовим повідомили істинну інформацію.
Масштаби операції зажадали, крім групи придушення ППО літаками МіГ-21, виділення трьох ударних груп, які налічували по 8 Су-17МЗ (до першої з них додавалися ще й 8 Су-25, особливо ефективних при штурмуванні), озброєних ФАБ-250 та РБК-250 з кульковими бомбами. Удар цього разу здійснювався не тільки по складах з озброєнням, позиціям ППО і опорних базах збройних загонів. Знищенню підлягали штаби ісламських комітетів, житлові будівлі, де могли переховуватися моджахеди, і сільські школи, в яких велася «антикабульска агітація». Після відходу ударних груп місцевість «обробили» Мі-24Д, вони ж забезпечили вогневу підтримку при висадці десанту з Мі-8Т і Мі-6. Незважаючи на низьку хмарність, дії авіації допомогли добитися успіху — база у цьому районі перестала існувати. Втрати склали один Мі-24Д і два Мі-8Т, збиті вогнем ДШК.
У квітні 1982 року подібна операція зі знищення базового району моджахедів була проведена в Рабат-Джалі (провінція Німроз), а 16 травня почалися бойові дії по очищенню від озброєних груп долини річки Панджшер. У них брали участь 12 000 чоловік, 320 танків, БМП і БТР, 104 вертольота і 26 літаків. Успіх другої панджшерскої операції забезпечили розвідники Су-17, які протягом 10 днів вели аерофотозйомку району майбутніх дій, відзнявши для складання детальних фотопланшетів близько 2000 км² місцевості.
Афганська кампанія набула масштабів справжньої війни, в якій авіації доводилося виконувати різноманітні бойові завдання. Винищувачі — бомбардувальники Су-17 з афганських аеродромів і баз ТуркВО знищували об'єкти та бази противника, вели безпосередню підтримку військ, прикривали розвідгрупи і десанти, проводили. розвідку, мінування з повітря, цілевказування і постановку димових завіс. При штурмуванні і атаках з малих висот частіше застосовувалися Су-25, що володіли кращою маневреністю та захищеністю. Однак успіх чергової бойової операції обертався посиленням опозиції і активності відповідних нападів. Безнадія продовження війни стала очевидною, але до її припинення Бабрак Кармаль ставився різко негативно. Незважаючи на докладені зусилля по очищенню провінцій від збройних загонів моджахедів і насадженню «народної влади», фактично під контролем перебували тільки великі міста і патрульовані зони навколо аеродромів, військових частин і деяких доріг. Карта, на якій льотчикам вказувалися рекомендовані місця вимушеної посадки і катапультування, красномовно говорила про те, хто насправді є господарем становища.
Високопоставлені чини урядових ВПС видавали противнику подробиці підготовки операцій, а рядові льотчики, траплялося, перелітали в сусідній Пакистан. 13 червня 1985 року в Шинданді моджахеди, підкупивши афганську охорону аеродрому, підірвали на стоянках 13 урядових МіГ-21 і шість Су-17, серйозно пошкодивши ще 13 літаків.
До 1983 року опозицією було створено численні опорні бази, які дали можливість вести бої цілий рік. У цьому ж році у моджахедів з'явилося і нова зброя — переносні зенітні ракетні комплекси (ПЗРК), які змінили характер повітряної війни. Легкі, мобільні та високоефективні, вони могли вражати літаки на висотах до 1500 м. ПЗРК легко доставлялися в будь-який район і використовувалися не тільки для прикриття місць базування збройних загонів, але і для організації засідок біля аеродромів (раніше спроби нападів на них обмежувалися обстрілом здалеку). Першими ПЗРК були «Стріла-2» радянського виробництва, що надійшли з Єгипту. У 1984 році було відмічено 50 пусків ракет, шість з яких досягли цілі: збито три літаки і три вертольоти.
Для подолання зростаючої загрози при плануванні вильотів обирали по можливості безпечні маршрути, на ціль рекомендувалося виходити з напрямків, не прикритих засобами ППО, а атаку проводити протягом мінімального часу. Політ до цілі і назад слід виконувати за різними маршрутами на висотах не менше 2000 м, користуючись рельєфом місцевості. У небезпечних районах льотчикам наказувалося стежити за можливими запусками «стріл» (в цей час всі ПЗРК називали «стрілами», хоча зустрічалися й інші типи — американські «Ред Ай» і англійські «Блоупайп») і уникати влучень енергійним маневром, йдучи убік сонця або щільної хмарності. На найнебезпечніших ділянках польоту — при зльоті та посадці, коли літаки мали невелику швидкість і недостатню маневреність, їх прикривали вертольоти, які патрулювали зону навколо аеродрому. Ракети ПЗРК наводилися по тепловому випромінюванню літакових двигунів, і ураження ними можна було уникнути за допомогою потужних джерел тепла — ІК-пасток з термітною сумішшю. З 1985 р. ними оснащувалися всі без винятку типи літаків і вертольотів, що застосовувалися в Афганістані. На Су-17 провели комплекс доопрацювань по установці балок АСО-2В, кожна з яких несла по 32 піропатрона ППІ-26 (ЛВ-56). Спочатку встановлювалися 4 балки над фюзеляжем, потім 8 і, нарешті, їх кількість зросла до 12. У гаргроті за кабіною були встановлені ще 12 потужніших патронів ЛВ-43. У зоні дії ППО противника і при зльоті/посадці льотчик включав автомат відстрілу пасток, висока температура горіння яких відволікала від літака самонавідні «стріли». Для спрощення роботи льотчика управління АСО незабаром було виведено на «бойову» кнопку — при пуску ракет або скиданні бомб над захищеною ППО ціллю автоматично починався відстріл ППІ. Бойовий виліт літака, не спорядженого піропатронами, не допускався.
Іншим способом захисту від ПЗРК стало включення в ударну групу літаків-постановників «парасольки» з САБ, які самі були потужними джерелами тепла. Іноді для цього залучалися Су-17, що проводили дорозвідку цілі. Великі теплові пастки могли скидатися із КМГУ, після чого літаки, які завдавали удар, виходили на ціль, «пірнаючи» під САБ, які повільно опускалися на парашутах. Вжиті заходи дозволили помітно скоротити втрати. У 1985 р. вимушена посадка через бойові ушкодження припадала на 4605 годин нальоту. У порівнянні з 1980 р. цей показник покращився в 5,5 рази. За весь 1986 рік зенітні засоби вразили лише один Су-17МЗ, коли молодий льотчик в пікіруванні «пірнув» до 900 м і кулі ДШК пробили обичайку сопла двигуна.
Аналіз втрат за 1985 рік показав, що 12,5 % літаків були збиті з автоматів і ручних кулеметів, 25 % — вогнем з ДШК, 37,5 % — вогнем з ЗДУ і 25 % — ПЗРК. Знизити втрати можна було шляхом подальшого збільшення висоти польотів і застосуванням нових типів боєприпасів. Потужні НАР залпового пуску С-13, важкі НАР С-25 запускалися з дальності до 4 км, вони були стійкі в польоті, точні, забезпечені неконтактними детонаторами, що підвищило їх ефективність. Основним захистом став відхід на великі висоти (до 3500-4000 м), який зробив застосування НАР малорезультативним, і головним видом озброєння винищувачів-бомбардувальників стали бомби.
В Афганістані вперше в бойовій обстановці були застосовані об'ємно-детонуючі авіабомби (ОДАБ) і бойові частини до ракет. Максимальний ефект такі бомби мали під час вибуху в обмежених об'ємах. Саме такі місця — труби, ущелини і печери — служили укриттями для збройних загонів. Щоб укласти бомби в важкодоступне місце, застосовувалося бомбоскидання з кабрірування: літак йшов вгору із зони досяжності зенітного вогню, а бомба, описавши параболу, падала на дно ущелини. Застосовувалися і спеціальні види боєприпасів: так, влітку 1988 року Су-17 з Мари ламали скельні зміцнення бетонобійними бомбами. Кориговані бомби і керовані ракети частіше використовували штурмовики Су-25, які більше підходили для дій по точкових цілям.
Авіаційні нальоти велися не тільки «умінням», але і «числом». За оцінкою фахівців з озброєння штабу ТуркВО, починаючи з 1985 р. на Афганістан скидалося щорічно більше бомб, ніж за всю Нацистсько-радянську війну. Добова витрата бомб тільки на авіабазі Баграм становила два вагони. При інтенсивних бомбардуваннях, якими супроводжувалося проведення великих операцій, у справу йшли боєприпаси прямо «з коліс», які підвозили із заводів-виробників. При особливо великій витраті зі складів ТуркВО звозили навіть збережені з тридцятих років бомби старих зразків. Бомботримачі сучасних літаків не підходили для їх підвіски, і зброярам доводилось вручну підганяти гартовані сталеві вушка фугасок за допомогою ножівок і напилків.
Однією з найнапруженіших операцій з широким застосуванням авіації була проведена в грудні 1987 року — січні 1988 р. «Магістраль» щодо розблокування Хоста. Бої велися на територіях, контрольованих плем'ям джадран, які ніколи не визнавали ні короля, ні шаха, ні кабульський уряд. Провінція Пактія і округ Xoc, які межують з Пакистаном, були насичені найсучаснішою зброєю і потужними укріпленнями. Для їх виявлення в укріплені райони висадили помилковий повітряний десант і по виявленим вогневим точкам завдали потужних авіаційних ударів. При нальотах зазначалося до 60 пусків ракет по атакуючим літакам на годину. З такою щільністю зенітного вогню льотчикам ще не доводилося стикатись. У широкомасштабній операції взяли участь 20 000 радянських солдатів, втрати склали 24 убитими і 56 пораненими.

#### Пізнє та повоєнне застосування
Кінець війні було покладено не військовим шляхом, і з 15 травня 1988 р. почався вивід радянських військ з Афганістану. Для його прикриття на аеродроми ТуркВО стягнули потужні авіаційні сили. Крім фронтової та армійської авіації — Су-17, Су-25, МіГ-27 і Су-24, для нальотів на Афганістан залучили бомбардувальники дальньої авіації Ту-22М3. Завдання була однозначним — не допустити зриву виведення військ, обстрілів колон і нападів на залишені об'єкти. З цією метою було потрібно перешкодити пересуванню збройних загонів, зривати їх вихід на вигідні позиції, завдавати випереджувальні удари по місцях їх розгортання, вносити дезорганізацію та деморалізувати противника.
Про ефективність кожного вильоту «за річку» мова вже не йшла — поставлені завдання повинні були виконуватися кількісно, «викочування» на афганські гори запасів зі всіх окружних складів авіаційного боєпостачання. Бомбардування велися з великих висот, оскільки за даними розвідки до осені 1988 у опозиції налічувалося вже 692 ПЗРК, 770 ЗДУ, 4050 ДШК. На Су-17, які брали участь у нальотах, була допрацьована радіосистема далекої навігації (РСДН), яка забезпечувала автоматизований вихід на ціль і бомбометання. Точність такого удару виявилася невелика, і влітку 1988 р. при одному з нальотів бомбами «накрили» польовий штаб афганської мотопіхотної дивізії.
Другий етап виведення військ почався 15 серпня. Задля уникнення зайвих жертв війни, що добігала кінця, було вирішено збільшити інтенсивність бомбардувань районів очікуваного зосередження моджахедів і постійними ударами супроводжувати вихід колон, зриваючи зв'язок між загонами опозиції і підхід караванів зі зброєю (а їх тільки за жовтень помічено було більше ста). Для цього широко стали застосовуватись нічні вильоти групами по 8, 12, 16 і 24 Су-17 з виходом в заданий район за допомогою РСДН на великій висоті і проведенням навігаційного (майданного) бомбометання. Удари здійснювалися протягом усієї ночі з різними інтервалами, вимотуючи супротивника і тримаючи його в постійній напрузі близькими розривами потужних бомб. Два вильоту за ніч стали для льотчиків звичайною справою. Крім того, велось нічне підсвічування місцевості вздовж доріг з допомогою САБ.
До зими особливо важливим стало забезпечення безпеки на ділянці, що з'єднував Кабул з Хайратон на радянсько-афганському кордоні. Район Панджшер і Південного Саланг контролювали загони Ахмад Шаха Масуда. Командуванню 40-ї армії вдалося домовитися з ним про безперешкодний прохід радянських колон, за що генерал-лейтенант Б. Громов навіть пропонував Масуду «надати збройним загонам Панджшера на їх прохання підтримку артилерією і авіацією» в боротьбі з іншими угрупуваннями. Перемир'я зірвали афганські урядові частини, які постійно вели провокаційні обстріли селищ уздовж доріг, чим викликали вогонь у відповідь. Уникнути боїв не вдалося, і 23—24 січня 1989 року почалися безперервні авіаційні нальоти на Південний Саланг і Джабаль-Уссардж.
Виведення військ завершилося 15 лютого 1989 року. Ще раніше на радянські аеродроми з Баграма перелетіли останні Су-17М4Р, а наземне майно вивезли на Іл-76. Але «сухі» ще залишалися в Афганістані — 355-й афганський авіаполк продовжував бойові дії на Су-22. Постачання самої сучасної бойової техніки та боєприпасів уряду Наджібулли з відходом радянських військ навіть розширилися. Війна тривала, і в 1990 р. рішенням ЦК КПРС і Ради Міністрів СРСР Афганістану були передані 54 бойових літака, 6 вертольотів, 150 тактичних ракет і багато іншої техніки. У льотчиків 355-го авіаполку попереду були ще три роки боїв, втрат, участь в невдалому заколот у березні 1990 р. і бомбардування Кабула при взятті його силами опозиції в квітні 1992 р.

### Інші застосування
Талібан отримав деяке число боєздатних літаків, включаючи Су-22. Вони використовувалися для бомбардувань позицій Північного Альянсу до 2001 року, коли були знищені на аеродромах американською авіацією в ході операції «Нескорена свобода».
Іракські Су-20 і Су-22 застосовувалися в війні проти Ірану (1980—1988). За іронією долі, 44 іракських літаків цього типу були перегнані до Ірану під час війни в Перській затоці (1991) для збереження від ударів американської авіації; після завершення війни Іран не повернув ці літаки їх законному власникові. Американські винищувачі F-15 збили чотири «Сухих» під час перельоту і ще два — в березні 1991 року після завершення бойових дій, коли ВПС Іраку брали участь у придушенні шиїтського повстання на півдні країни.
ВПС Анголи використовували Су-22 проти партизанів УНІТА в ході громадянської війни в країні. Два перуанських Су-22М були збиті під час короткої прикордонної війни з Еквадором в 1995 році. Лівійські «Сухі» бомбили позиції проурядових сил під час громадянської війни у Чаді в 1980-ті роки. 19 серпня 1981 року два лівійських Су-22 були збиті американськими перехоплювачами F-14 під час обльоту кораблів 6-го флоту США. Відомо, що літаки зі складу ВПС Ємену здійснювали бойові вильоти в ході громадянської війни 1994 року; також відзначені вильоти і втрати в 2009 році в ході конфлікту з шиїтськими бойовиками.

### Громадянська війна в Сирії
Військово-повітряні сили Сирії вже мали досвід використання Су-22 під час війни Судного дня з Ізраїлем та війни в Лівані в 1982 році. Декілька Су-20/-22 були збиті військово-повітряними силами Ізраїля.
Режим сирійського президента Башара Ассада вдався до застосування військової авіація вже у перший рік після виникнення гострої суспільно-політичної кризи, яка, на той час, тільки починала набувати рис громадянської війни. Вже в 2012 році Су-22 брали участь в придушенні протестів.
Як і решта літаків сирійських арабських ВПС Су-22 застосовували некеровані види озброєнь, фугасні, касетні та запалювальні бомби і некеровані ракети. Звичайна тактика застосування полягала у завдаванні ударів з низької або середньої висоти з швидким залишенням з місця удару.
Станом на кінець 2015 року сирійські Су-22 зазнали незначних втрат в порівнянні з МіГ-21 та МіГ-23 за той самий час. Перша підтверджена бойова втрата Су-22 сталась 14 лютого 2013 року, коли повстанцям вдалось збити Су-22М4 677-ї ае 50-ї бригади ВПС Сирії (авіабаза Шайрат) з ПЗРК.
18 червня 2017 року F/A-18E авіації ВМС США збив сирійський Су-22 після того, як той завдав бомбового удару по опозиційних силах курдів (Сили демократичної Сирії, СДС — SDF), які знаходились на південний захід від міста Ракка та брали участь в операції проти ІДІЛ. За непідтвердженими даними Су-22М-4 входив до складу 827-ї ескадрильї на авіабазі T4, пілот лейтенант-полковник Фахд Алі.
Неподалік селища Яаідін (Ja'Din), на південь від міста Ес-Саура (Табка) стались бойові зіткнення між членами Сил демократичної Сирії та прибічниками режиму Ассада. Прибічники Ассада з танками, артилерією та інженерними машинами вели наступ на СДС, чим примусили анти-ігілівську коаліцію скористатись екстреним зв'язком з Кремлем для запобігання конфлікту але зазнали невдачі.
Літаки коаліції завдали попереджувальних ударів на шляху прибічників Ассада, чим зупинили їхнє просування. Одразу після цього в небі над позиціями СДС з'явився сирійський Су-22 та став скидати бомби. Щойно були скинуті бомби два американські F/A-18E Super Hornet з авіаносця USS George H. W. Bush (CVN-77) відкрили вогонь ракетами повітря-повітря. Першою була випущена AIM-9 Sidewinder з відстані близько 800 метрів (1/2 милі), але через скинуті Су-22 теплові пастки відхилилась та не влучила. Наступною була випущена AIM-120 AMRAAM, яка вже влучила в сирійський літак.
Внаслідок атаки пілот Су-22 катапультувався, але, швидше за все, приземлився на контрольованій ІДІЛ території. Його подальша доля невідома. Збиття сирійського літака стало першим, за понад десятиліття (останній випадок трапився в 1999 році, коли F-16 збив сербський МіГ-29), збиттям ворожого літака американською авіацією. На початку того ж місяця американський літак F-15 збив іранський БПЛА Shaheed-129, який скидав інертні боєприпаси на союзницькі підрозділи озброєної опозиції неподалік міста Ат-Танф.
У відповідь на збиття сирійського Су-22 міністерство оборони Росії заявило про «цинічне порушення суверенітету», заперечило використання коаліцією каналу зв'язку з Росією для запобігання інцидентів в повітрі. Також Москва припинила співробітництво з американською стороною в рамках меморандуму про запобігання інцидентам в небі над Сирією. Також відтепер всі літальні апарати (в тому числі БПЛА) коаліції на захід від Євфрату будуть братись у супровід російськими наземними та повітряними засобами протиповітряної оборони як повітряні цілі. А перший заступник голови комітету Ради Федерації у міжнародних справах Володимир Джабаров пригрозив, що у випадку продовження американських атак на сирійські літаки, Сирії «доведеться їх збивати», навіть із використанням С-300.
Однак, вже через кілька днів інший сирійський Су-22 намагався завдати бомбового удару по силах демократичної Сирії в тому ж районі. Але демонстрація сили літаком коаліції допомогла відвернути атаку та відлякати сирійський бомбардувальник від подальших дій.

## Модифікації

### Базові варіанти

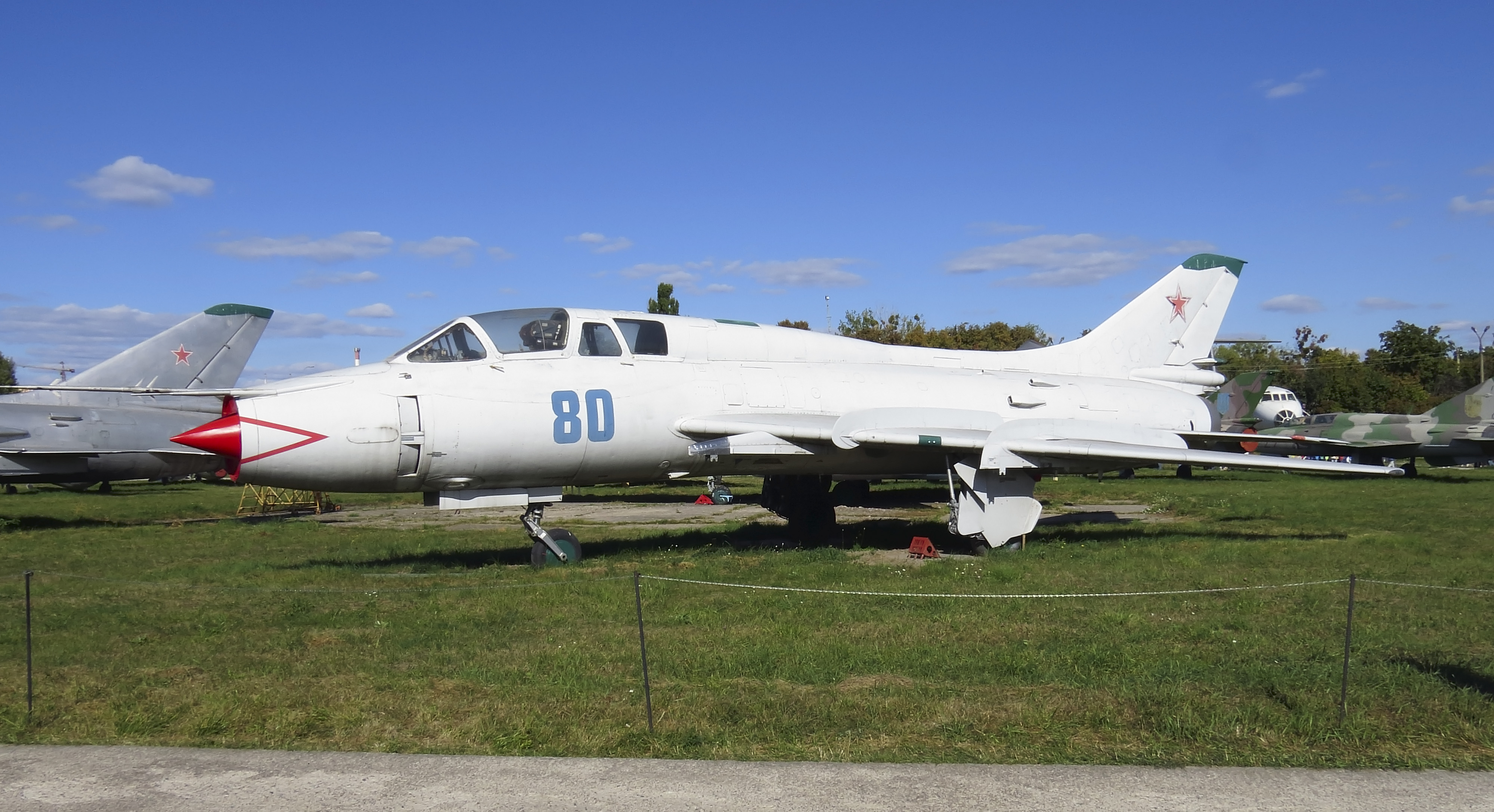
Су-17УМ у Державному музеї авіації України

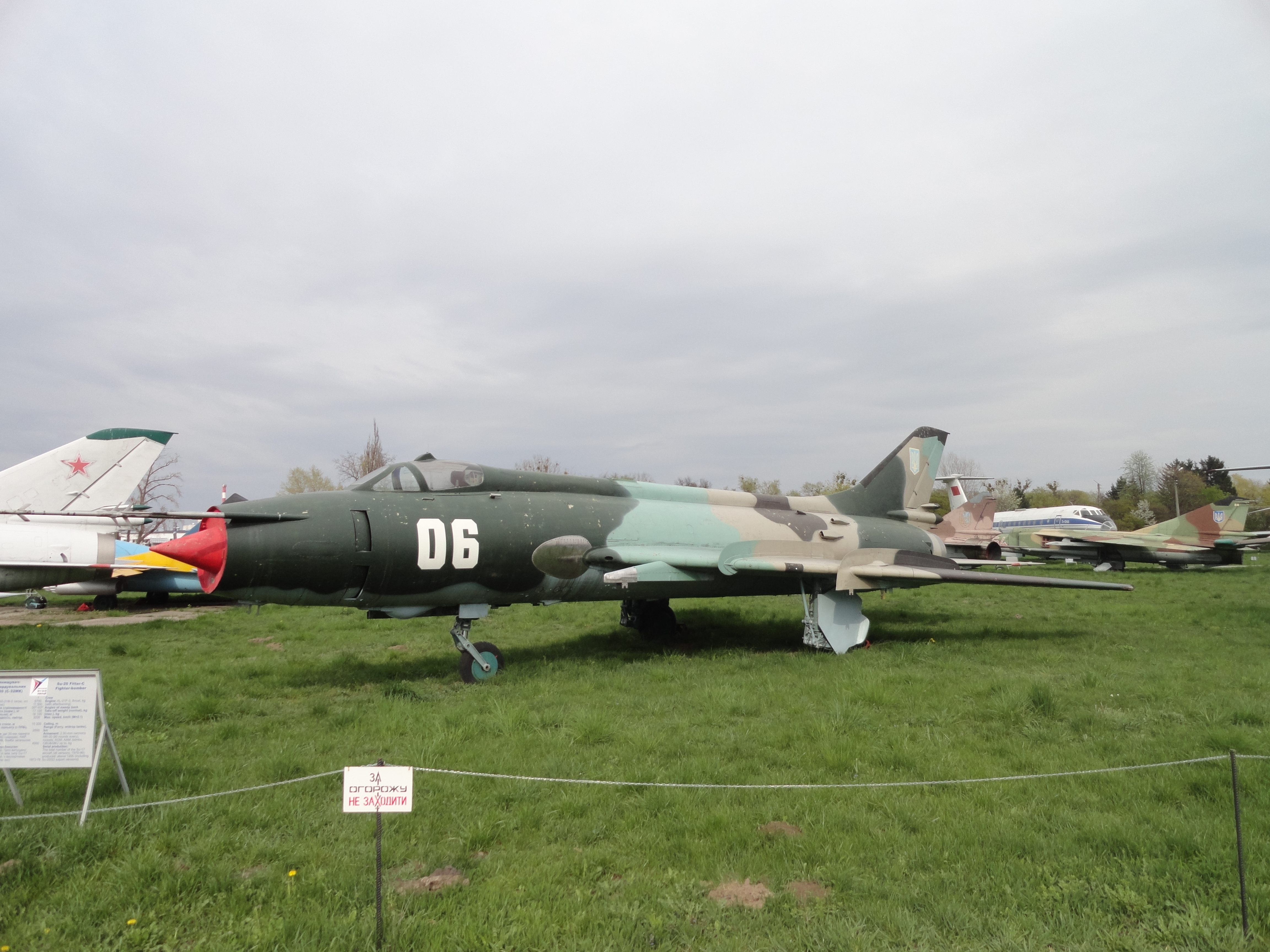
Су-20 у Державному музеї авіації України

- Су-17 (Fitter-B за класифікацією НАТО) — перший серійний варіант.
- Су-17М (Fitter-C) — перший варіант, що випускався у великій кількості. Мав новий двигун АЛ-21Ф-3, збільшений запас палива, покращене БРЕО. Перший політ — 28 грудня 1971 року.
- Су-17М2 (Fitter-D) — мав подовжену носову частину фюзеляжу, що надавала пілотові поліпшені огляд, нове БРЕО і більш широкий спектр керованого озброєння. Перший політ — 20 грудня 1973 року.
- Су-17УМ (Fitter-E) — перший двомісний навчально-бойовий варіант. Перший політ — 15 серпня 1975 року.
- Су-17М3 (Fitter-H) — створений на основі навчально-тренувального варіанту Су-17УМ. На місці кабіни інструктора розташовувався відсік БРЕО і додатковий паливний бак. Мав нове прицільно-пілотажне обладнання і дві додаткові точки підвіски для ракет класу «повітря-повітря». Перший політ — 30 червня 1976 року.
- Су-17УМ3 (Fitter-G) — двомісний навчально-бойовий варіант, обладнання якого уніфіковане з Су-17М3. Це була єдина модифікація Су-17, здатна розвивати швидкість вдвічі вище швидкості звуку. Перший політ — 21 вересня 1978 року.
- Су-17М4 (Fitter-K) — останній серійний варіант. Значно змінено склад БРЕО, повітрозабірник зроблений нерегульованим, встановлений характерний додатковий воздухозаборник в підставі кіля. Перший політ — 19 червня 1980 року.

### Експортні варіанти
- Су-17К — експортний варіант першої серійної модифікації. Поставлявся тільки в Єгипет.
- Су-20 — експортний Су-17М. Мав спрощене БРЕО і меншу номенклатуру озброєння. Перший політ — 15 грудня 1972 року.
- Су-22 (Fitter-F) — експортний Су-17М2 з двигуном Р-29БС-300. Ця модифікація (Су-17М2Д) мала уніфікований з МІГ-23 двигун і не була прийнята на озброєння ВПС СРСР.
- Су-22У — експортний Су-17УМ з двигуном Р-29БС-300. Перший політ — 22 грудня 1976 року.
- Су-22М (Fitter-J) — експортний Су-17М3 з двигуном Р-29БС-300 і спрощеним БРЕО, відповідному варіанту Су-17М2. Перший політ — 24 травня 1977 року.
- Су-22УМ3 — експортний Су-17УМ3 з двигуном Р-29БС-300. Пізніше поставлявся за кордон з двигуном АЛ-21Ф-3 під позначенням Су-22УМ3К.
- Су-22М3 — експортний Су-17М3 з оригінальним БРЕО.
- Су-22М4 — експортний Су-17М4.

## Тактико-технічні характеристики
Характеристики вказані для літака Су-17М4. Дані взяті з Sukhoi, Wilson, Deagel.com

### Технічні характеристики
- Екіпаж: 1 особа
- Довжина: 19,02 м
- Розмах крила:

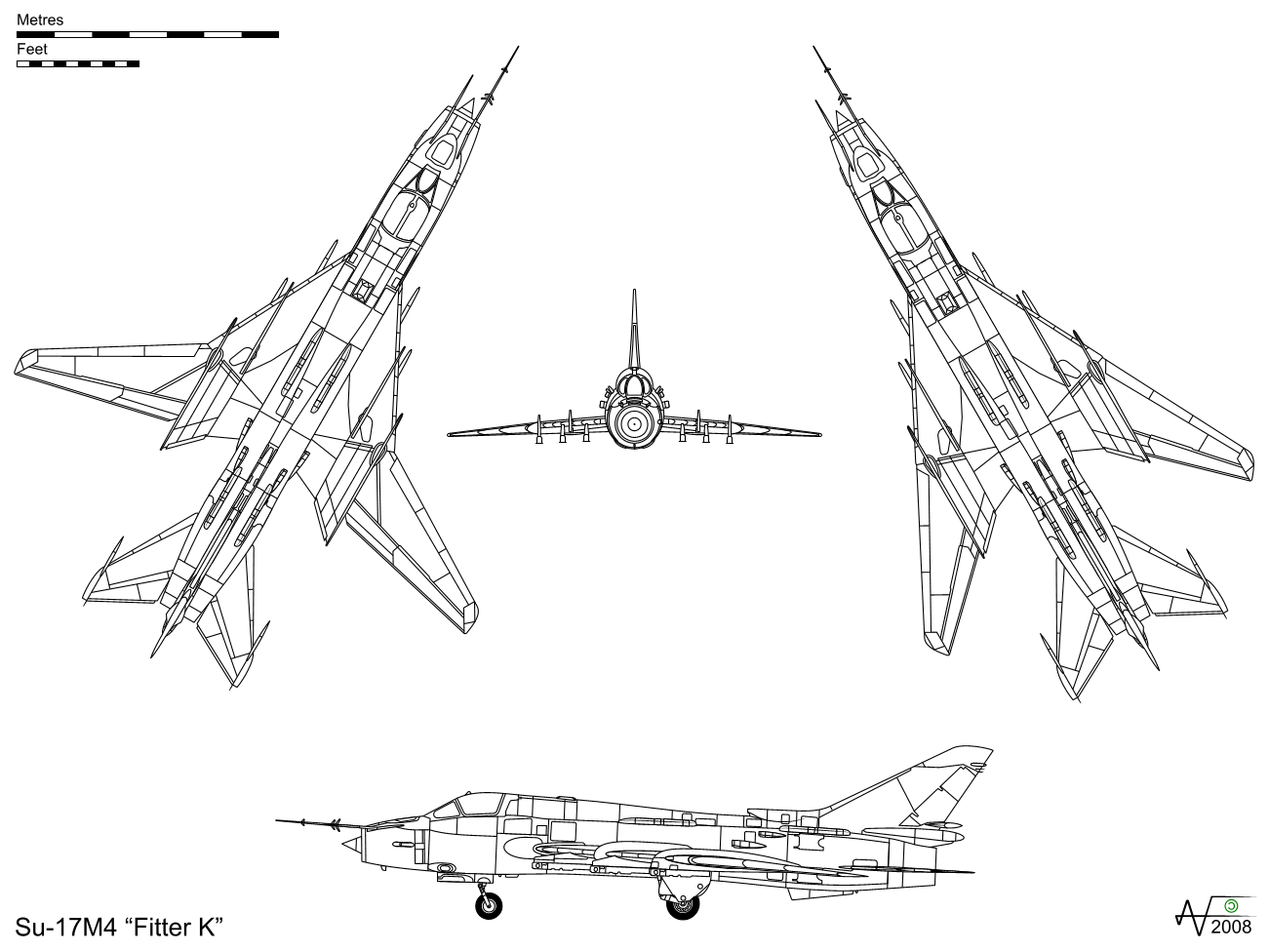
Схема Су-17М4

  - при куті стрілоподібності χ=30°: 13,68 м
  - при куті стрілоподібності χ=63°: 10,025 м
- Висота: 5,12 м
- Площа крила: 
  - при куті стрілоподібності χ=30°: 38,49 м²
  - при куті стрілоподібності χ=63°: 34,45 м²
- Маса порожнього: 12 160 кг
- Маса спорядженого: 16 400 кг
- Максимальна злітна маса: 19 430 кг
- Маса палива: 3 770 кг
- Силова установка: 1 × ТРДФ Люлька АЛ-21Ф-3 
  - Безфорсажна тяга: 1 × 76,4 кН
  - Форсажна тяга: 1 × 109,8 кН

### Льотні характеристики
- Максимальна швидкість:
  - на малій висоті: М=1,13 (1400 км/год)
  - на великій висоті: M=1,75 (1860 км/год)
- Бойовий радіус: 1150 км (з бойовим навантаженням 2000 кг)
- Перегінний радіус: 2300 км
- Практична стеля: 14 200 м
- Швидкопідйомність: 230 м/с
- Навантаження на крило: 443 кг/м²
- Тягооснащеність: 0,68
- Максимальне експлуатаційне перевантаження: +7,0 g

### Озброєння

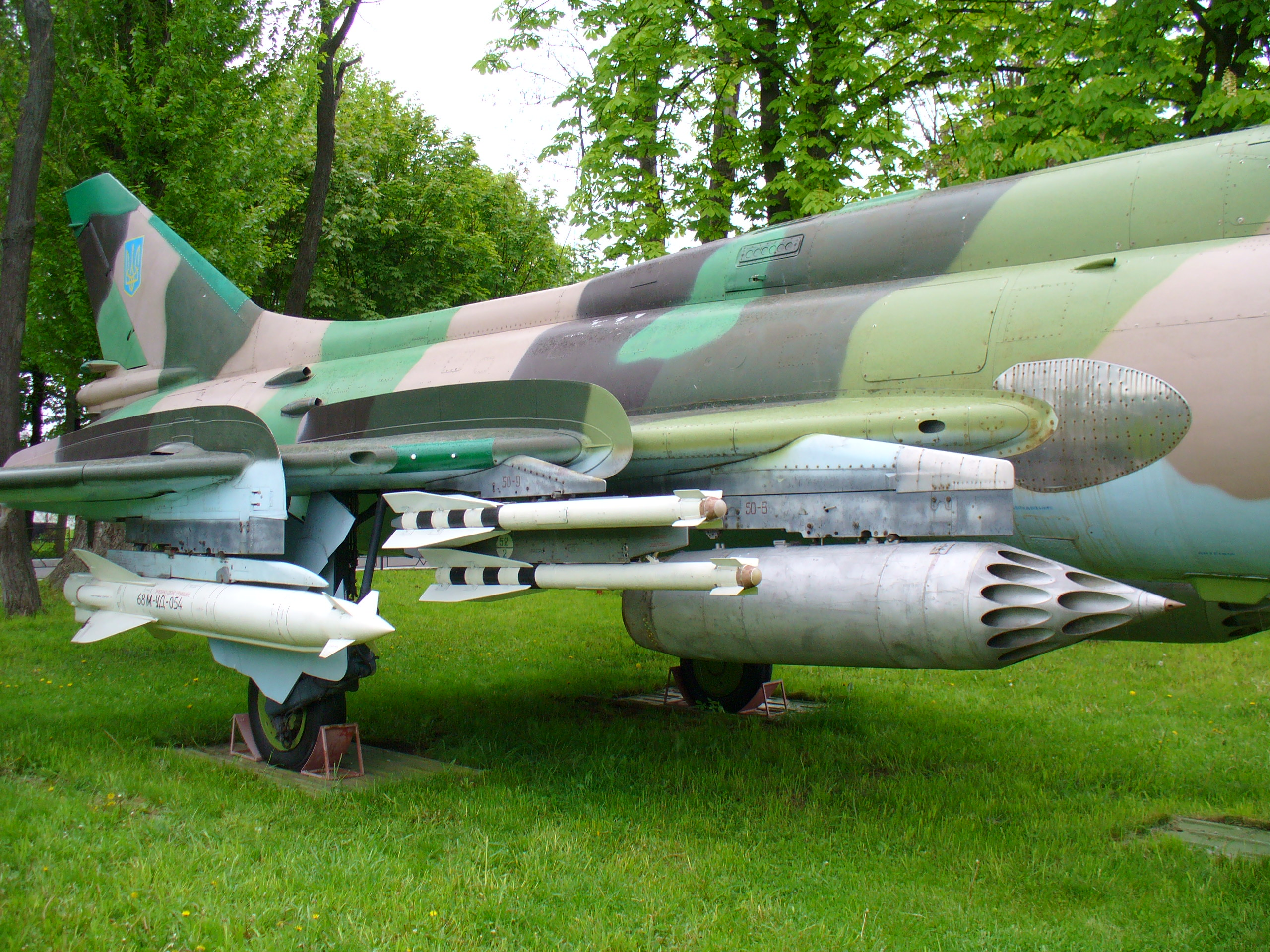
Озброєння Су-17

- Стрілецько-гарматне: 2×30 мм авіаційні гармати НР-30, 80 снарядів на кожну (160 всього)
- Точки підвісу: 12
- Бойове навантаження: 4 000 кг (максимальна)
- Керовані ракети:
  - ракети «повітря-повітря»: 
    - К-13
    - Р-60
    - Р-73

  - ракети «повітря-земля»:
    - Х-23
    - Х-25
    - Х-29Л/Т/Д

  - протирадіолокаційні ракети:
    - Х-27
    - Х-28
    - Х-58
- Некеровані ракети:
  -     - С-5
    - С-8
    - С-13
- Бомби:

  - некеровані «тупі» бомби, касетні бомби, бомби з лазерним наведенням

## Історія використання

### Болгарія
У 1980-х роках на озброєння надійшли Су-22М-4. Останні літаки були зняті з озброєння у 2004 році.

### Польща

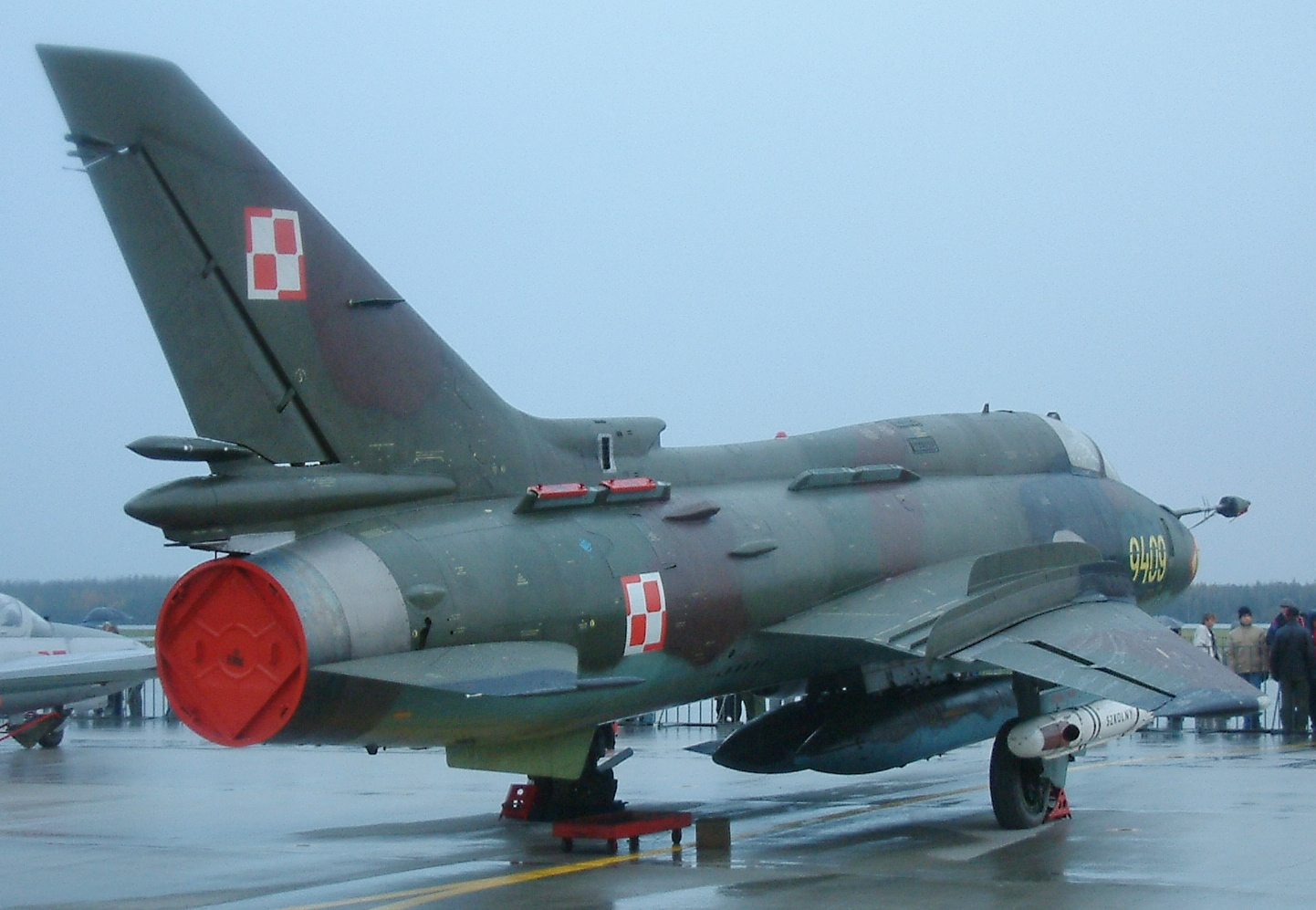
Су-22М4 ПС Польщі

В травні 2021 року стало відомо, що компанія Leonardo декларує намір подати заявку на продаж легкого бойового літака M-346FA (модифікація навчального M-346) для заміни польського флоту з майже 30 літаків Су-22М4 часів Варшавського договору, що експлуатуються з 1985 року. За даними видання Military Balance, станом на 2024 рік, ПС Польщі мають на озброєнні 8 Су-22М4 та 3 Су-22УМ3К, а за даними World Air Forces 2025 на озброєнні ПС Польщі перебуває 32 Су-22.

### Україна

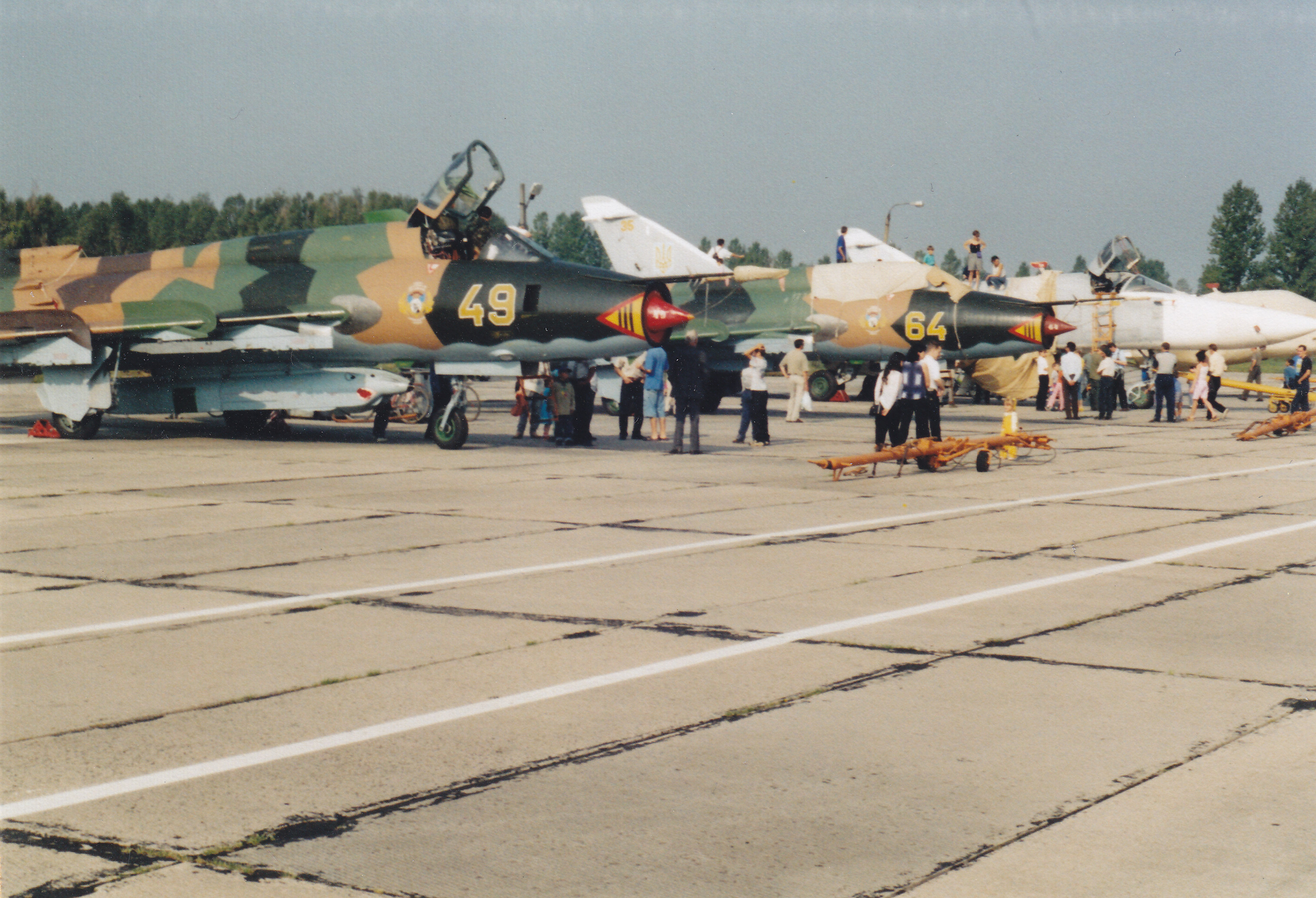
Су-17М4Р та Су-17УМ3 ВПС України

У спадок від СРСР Україна отримала чималий парк винищувачів-бомбардувальників Су-17.
Після розпаду СРСР Су-17 різних модифікацій знаходились на 4070-й базі зберігання резервних літаків (Овруч, Житомирська обл.) та близько 30-ти розвідників Су-17М4Р та навчально-бойових літаків Су-17УМ3 перебувало на озброєнні 827 ОРАП (Лиманське, Одеська обл.).
В 1997 році, відповідно до Угоди про параметри поділу Чорноморського флоту, Україна отримала 20 Су-17М3 та 3 Су-17УМ3 від 43 ОМШАП (Гвардійське).
В 1997 році ескадрилья Су-17М4Р зі складу 827 ОРАП була переведена в Коломию в 48 ОГРАП, де замінила МіГ-25РБ. В 2003 році 827 ОРАП був розформований, а в 2004 році розформували і 48 ОГРАП.
Протягом 2005—2007 років близько 20 Су-17М4Р та Су-17УМ3, які раніше знаходились на озброєнні 48 та 827 полків були відремонтовані та продані в Ємен та В'єтнам.
Крім того, був підписаний контракт на постачання декількох Су-17М3 в Лівію. Літаки були відремонтовані, однак по не відомих причинах так і не дістались замовнику.
На даний час літаки цього типу знаходяться в Одесі на аеродромі Шкільний — близько 6 бортів, та Запоріжжі — близько 7 бортів.
Станом на 2018 рік на Запорізькому державному авіаремонтному заводі «МІГремонт» у льотному стані підтримується 1 Су-17УМ3 (бортовий номер 77 «жовтий», серійний номер 62918 для підтримки навичок заводських льотчиків та випробування обладнання.
Також в якості пам'ятника Су-17М4 можна побачити в м. Енергодарі, та в музеях Жулян (Су-17УМ3) та Вінниці (Су-17М3).

#### Аварії українських Су-17
1998 — аварія Су-17М4Р б/н 53 зі складу 48 ОГРАП над м. Яремче внаслідок зупинки двигуна на висоті 10 км. Після шести спроб запустити двигун, на висоті 2 км льотчик Григорій Грищенко катапультувався, а некерований літак здійснив невеликий набір висоти та через 1 хв. 48 сек. впав на сарай місцевого жителя.
2002 — Су-17М4Р б/н 50 зі складу 48 ОГРАП, який знаходився на статичній експозиції авіашоу в Скнилові, був розрізаний крилом падаючого Су-27УБ.

#### Експорт українських Су-17
1993 — 4 Су-17М3 придбав Азербайджан. Літаки були перевезені в розібраному стані в Азербайджан на завод в м. Насосна. У тому ж році один Су-17М3 був втрачений в авіакатастрофі на аеродромі Насосна під час обльоту. Пізніше, в 2003 році в Запоріжжі було проведено ремонт двох Су-17М3 ВПС Азербайджану.
- 1995 — 4 Су-17М4 — Ємен.
- 2005—2006 — 8 Су-17М4 В'єтнам.
- 2006—2007 — 12 Су-17М4 — Ємен.

## Оператори

### Поточні

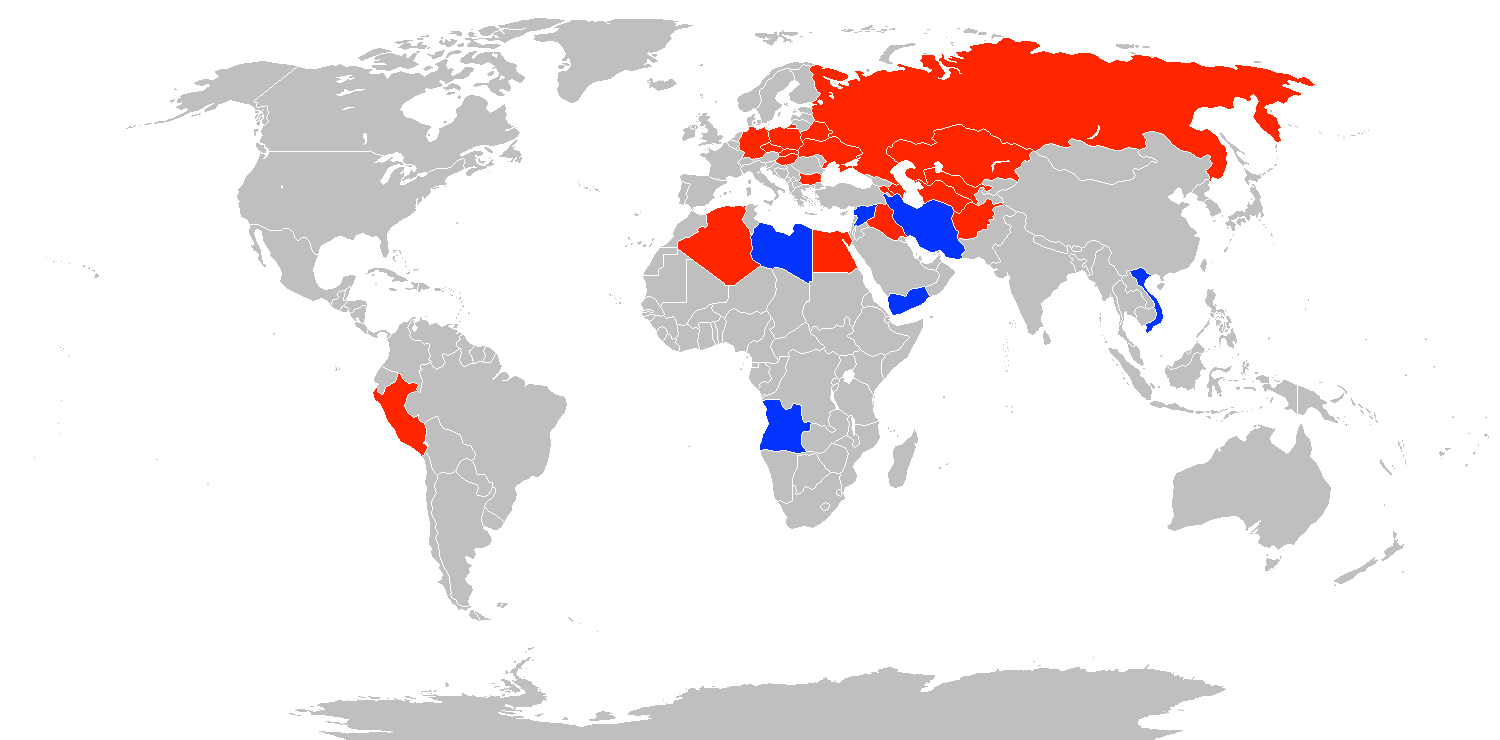
Країни оператори Су-17, Су-20 та Су-22;
Поточні оператори
Колишні оператори

- Ангола — 13 Су-22 на зберіганні, станом на 2024 рік[25]
- В'єтнам — 26 Су-22М3/М4/УМ на озброєнні, станом на 2024 рік[26]
- Іран — до 7 одиниць Су-22М4 та 1+ Су-22УМ3К на озброєнні, станом на 2024 рік[27]
- Лівія — 1 Су-22УМ3 на озброєнні, станом на 2024 рік[28]
- Польща — 8 Су-22М4 та 3 Су-22УМ3К, станом на 2024 рік[22]. Поступово замінюються на корейські KAI T-50[29]
- Сирія — 20 Су-22М3/Су-22М4 на озброєнні, станом на 2024 рік[30]

### Колишні
- СРСР — використовувалися до розпаду СРСР.
- Азербайджан
- Алжир — Су-20, Су-22У.
- Афганістан — Су-20, Су-22М, Су-22У, Су-22М4.
- Білорусь
- Болгарія — Су-22М4, Су-22У. Зняті з озброєння у 2004 році.
- Вірменія
- Єгипет — Су-17К, Су-20.
- Ємен — Су-22, Су-22М3.
- Ірак — Су-20, Су-22, Су-22У, Су-22М, Су-22М4.
- НДР — Су-22М4.
- Північна Корея — 17 Су-20, станом на 2012 рік. Станом на 2024 рік не перебуває на озброєнні.
- Перу — Су-22, Су-22У, Су-22М.
- Росія — Зняті з озброєння у 1998 році.
- Туркменістан
- Угорщина — Су-22М3. Зняті з озброєння у 1997 році.
- Узбекистан — Су-17M, Су-17УМ3.
- Україна — Зняті з озброєння в кінці 90-ї років. Відремонтовані та продані в Ємен та В'єтнам.
- Чехословаччина  — Су-22М4. Після розпаду Чехословаччини розділені між ПС Чехії та Словаччини. У Чехії зняті з озброєння у 2002 році.